# مک کینلی، شهرستان هورون، میشیگان
مک کینلی (به انگلیسی: McKinley Township) یک منطقهٔ مسکونی در ایالات متحده آمریکا است که در شهرستان هورون، میشیگان واقع شده‌است.
 مک کینلی ۵۳٫۶ کیلومتر مربع مساحت و ۵۰۳ نفر جمعیت دارد و ۱۸۸ متر بالاتر از سطح دریا واقع شده‌است.